# Science-Fiction-Jahr 1832
Übersicht

◄◄ | ◄ | 1828 | 1829 | 1830 | 1831 | Science-Fiction-Jahr 1832 | 1833 | 1834 | 1835 | 1836 | ► | ►►

Weitere Ereignisse

## Geboren
- Conrad Wilbrandt († 1921)

## Gestorben
- Julius von Voß (* 1768)